# Universidad de Auckland
La Universidad de Auckland (en inglés: University of Auckland; en maorí: Waipapa Taumata Rau) es una universidad pública de investigación ubicada en Auckland, Nueva Zelanda. Fundada en 1883 como colegio constituyente de lo que era la Universidad de Nueva Zelanda, la universidad actualmente es una institución independiente y la universidad más grande del país en términos de alumnos matriculados, albergando a cerca de 36 000 alumnos a través de cinco campus en Auckland.Su campus principal, el City Campus (Campus Ciudad), ubicada en el distrito financiero central de Auckland alberga la mayor parte de alumnos y facultades. La universidad cuenta con ocho facultades, incluyendo una Escuela de Derecho, así como a dos institutos de investigación de gran escala. 